# Geotrupes thoracinus
Geotrupes thoracinus es una especie de coleóptero de la familia Geotrupidae. Habita en Santo Domingo (República Dominicana).
- Datos: Q7983370
- Especies: Geotrupes thoracinus